# Contrôle inhibiteur diffus
Le contrôle inhibiteur diffus (CIDN) est un mécanisme nerveux inhibiteur de la douleur. Il permet de réguler le message nociceptif, le message nerveux de la douleur, par un autre message du même type, donc la « douleur inhibe la douleur ».

## Fonctionnement
Il existe des circuits nerveux inhibiteurs de la douleur qu'on appelle aussi descendants car contrairement aux messages nerveux sensitifs, qui partent des organes pour arriver au cerveau, ceux-ci sont envoyés par le cerveau vers les nerfs qui acheminent le message pour le réguler. Ici la régulation est induite globalement par une source douloureuse distincte de celle que l'on cherche à combattre, mais induisant une réaction inhibitrice globale, diffuse.
À ne pas confondre avec la théorie du portillon, ce contrôle inhibiteur diffus provient de stimulations nociceptives activant un chemin descendant qui ne se limite donc pas qu'à la région stimulée. La substance grise périaqueducale (PAG), le noyau de raphé et les cornes postérieures de la moelle sont des régions impliquées dans ce système Une stimulation des fibres des neurones nociceptifs des couches I et V déclenche un système d'inhibition descendant provenant de la substance grise périaqueducale (PAG) et du noyau de raphé, soit le CIDN. Pour activer ce système, il faut un stimulus nociceptif intense. 
Deux neurotransmetteurs sont responsables du contrôle exercé par le système inhibiteur descendant (CIDN) : les neurotransmetteurs aminés et les opiacés. Pour les transmetteurs aminés, il y a les neurones sérotonergiques qui sont nombreuses dans la région rostro-ventrale du bulbe (inclus le noyau de raphé). Ceux-ci, via l'action de la sérotonine, agissent directement sur les neurones de la corne dorsale pour les inhiber. De plus, les neurones noradrénergiques sont aussi impliqués dans la modulation de la douleur via leur action médullaire qui est possible à cause de la grande concentration en  récepteurs alpha2 dans les lames supérieures de la moelle. Le locus coeruleus stimulerait les neurones noradrénergiques qui viendront inhiber la transmission. Pour ce qui est des opiacés, leur grande efficacité d'inhibition est due aux récepteurs opiacés spécifiques présents dans plusieurs synapse des lames supérieures de la corne dorsale et surtout de la substance grise périaqueducale (PAG). Ceux-ci viendraient directement inhiber la corne dorsale ainsi que les terminaux périphériques des neurones afférents nociceptifs. En 1969, Reynolds a déterminé dans une expérience chez le rat, qu'une stimulation électrique dans la région grise périaqueducale causerait une analgésie suffisante pour pouvoir effectuer une opération chirurgicale sans analgésie.
D'autre part, différents neurones contiennent des dérivés d'opiacés endogènes (enképhalines, endorphine-Béta, dynorphines) pouvant être libérés au besoin et ce un peu partout à travers le corps humain. 
Le système CIDN n'est pas encore complètement résolu. Il reste encore beaucoup de mécanismes à élucider sur le contrôle descendant de la douleur.